# 東京都立田無特別支援学校
東京都立田無特別支援学校（とうきょうとりつ たなしとくべつしえんがっこう）は、東京都西東京市南町五丁目にある公立特別支援学校。知的障害者を教育対象とする。

## 学部
- 高等部のみからなる単独校。

## 沿革
- 1990年（平成2年）4月 - 開校
- 1999年頃 - 創立10周年
- 2008年4月 - 「東京都立田無特別支援学校」となる

## 人数
- 約130人

## 登下校
- 基本的に自主通学。スクールバス運行もあり。
- 学区エリアは武蔵野市、小金井市、小平市、西東京市（旧田無市、保谷市）
- 下校時刻
  - 月・火・木・金曜日：15時30分
  - 水曜日：14時15分

## 学校行事
- 4月 - 1学期始業式　入学式
- 5月 - 運動会
- 7月 - 1学期終業式、夏祭り
- 聖山移動教室（1年）
- 修学旅行（3年）
- 9月 - 2学期始業式
- 12月 - 文化祭、2学期終業式
- 1月 - 3学期始業式
- 3月 - 卒業式、修了式

## アクセス
出典 : 
電車
- 西武新宿線田無駅南口より徒歩8分

バス
| 運行事業者 | 乗車駅   | 系統・路線                    | 下車停留所                 |
| ---------- | -------- | ----------------------------- | -------------------------- |
| はなバス   | 田無駅   | 向台循環・田無駅 - 東伏見駅線 | 「田無特別支援学校」       |
| 関東バス   | 武蔵境駅 | 境12・境16                    | 「向台町五丁目」、徒歩10分 |
| 関東バス   | 吉祥寺駅 | 吉73                          | 「向台町五丁目」、徒歩10分 |